# Крістіан Альмер

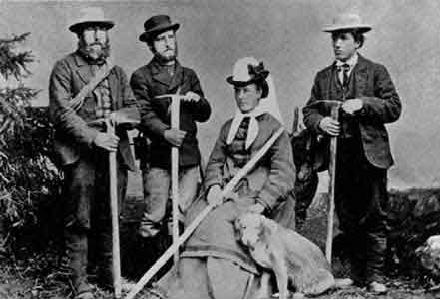
Крістіан і Ульріх Альмер, Мета Бревут та її племінник W. А. Б. Кулідж.

Крістіан Альмер (нім. Christian Almer; 29 березня 1826 — 17 травня 1898) — швейцарський гірський провідник і перший альпініст, який подолав вершини багатьох видатних гір у Західних Альпах під час золотого та срібного віків альпінізму. Альмер народився та помер у Ґріндельвальді, кантон Берн.

## Смерть і могила
Крістіан Альмер помер у Ґріндельвальді 17 травня 1898 року. На його могилі написано:
Тут покоїться найкращий керівник КРІСТІАН АЛМЕР, народився 29 березня 1826 року, помер 17 травня 1898 року.

Треба було здолати гори/ Не було кращої людини;/ Хто з тобою воював і переміг/ Тебе ніколи не забути./ Тепер можеш стояти на зубцях/ Вічних горах./ Куди вів тебе Христос./ Там друже прощай/ Ваші старі вірні супутники подорожей.

## Інтернет-ресурси
- ChristianAlmer In: Historisches Lexikon der Schweiz.
- Publikationen von und über Christian Almer im Katalog Helveticat der Schweizerischen Nationalbibliothek